# 沙倫 (麻薩諸塞州)
沙倫（英語：Sharon）是一個位於美國麻薩諸塞州諾福克縣的鎮。

## 人口
根據2020年美國人口普查的數據，沙倫的面積為62.60平方千米，當中陸地面積為60.40平方千米，而水域面積為2.20平方千米。當地共有人口18575人，而人口密度為每平方千米297人。